# Sergey Spivak
Sergey Spivak (Chișinău, 24 de janeiro de 1995) é um lutador moldavo de artes marciais mistas (MMA) que atualmente compete na categoria peso-pesado do UFC.

## Carreira no MMA

### Ultimate Fighting Championship
Spivak fez sua estreia no UFC Fight Night: Iaquinta vs. Cowboy, contra Walt Harris, substituído Aleksei Oleinik.  Ele perdeu por nocaute técnico aos 50 segundos do primeiro round.
Cinco meses depois, Spivak enfrentou Tai Tuivasa no UFC 243: Whittaker vs. Adesanya. Spivak venceu por finalização no primeiro round.
Spivak enfrentou Marcin Tybura em 29 de fevereiro de 2020 no UFC Fight Night: Benavidez vs. Figueiredo. Ele perdeu por decisão unânime.

## Cartel no MMA
| Cartel no MMA   |             |            |
| 17 lutas        | 14 vitórias | 3 derrotas |
| Por nocaute     | 6           | 2          |
| Por finalização | 6           | 0          |
| Por decisão     | 2           | 1          |

| Res.    | Cartel | Oponente             | Método                               | Evento                                      | Data       | Round | Tempo | Local             | Notas                                    |
| ------- | ------ | -------------------- | ------------------------------------ | ------------------------------------------- | ---------- | ----- | ----- | ----------------- | ---------------------------------------- |
| Derrota | 16-4   | Ciryl Gane           | Nocaute Técnico (socos)              | UFC Fight Night: Gane vs. Spivak            | 02/09/2023 | 2     | 3:44  | Paris             |                                          |
| Vitória | 16-3   | Derrick Lewis        | Finalização (triângulo de braço)     | UFC Fight Night: Lewis vs. Spivac           | 04/02/2023 | 1     | 3:05  | Las Vegas, Nevada | Performance da Noite.                    |
| Vitória | 15-3   | Augusto Sakai        | Nocaute Técnico (socos)              | UFC on ESPN: Santos vs. Hill                | 06/08/2022 | 2     | 3:42  | Las Vegas, Nevada |                                          |
| Vitória | 14-3   | Greg Hardy           | Nocaute Técnico (socos)              | UFC 272: Covington vs. Masvidal             | 05/03/2022 | 1     | 2:16  | Las Vegas, Nevada |                                          |
| Derrota | 13–3   | Tom Aspinall         | Nocaute Técnico (cotovelada e socos) | UFC Fight Night: Brunson vs. Till           | 04/09/2021 | 1     | 2:30  | Las Vegas, Nevada |                                          |
| Vitória | 13-2   | Aleksei Oleinik      | Decisão (Unânime)                    | UFC on ESPN: The Korean Zombie vs. Ige      | 19/06/2021 | 3     | 5:00  | Las Vegas, Nevada |                                          |
| Vitória | 12-2   | Jared Vanderaa       | Nocaute Técnico (socos)              | UFC Fight Night: Blaydes vs. Lewis          | 20/02/2021 | 2     | 4:32  | Las Vegas, Nevada |                                          |
| Vitória | 11-2   | Carlos Felipe        | Decisão (majoritária)                | UFC Fight Night: Figueiredo vs. Benavidez 2 | 18/07/2020 | 3     | 5:00  | Abu Dhabi         |                                          |
| Derrota | 10-2   | Marcin Tybura        | Decisão (unânime)                    | UFC Fight Night: Benavidez vs. Figueiredo   | 29/02/2020 | 3     | 5:00  | Norfolk, Virginia |                                          |
| Vitória | 10-1   | Tai Tuivasa          | Finalização (triângulo)              | UFC 243: Whittaker vs. Adesanya             | 05/10/2019 | 2     | 3:14  | Melbourne         |                                          |
| Derrota | 9-1    | Walt Harris          | Nocaute Técnico (socos)              | UFC Fight Night: Iaquinta vs. Cowboy        | 04/05/2019 | 1     | 0:50  | Ottawa, Ontario   | Estreia no UFC.                          |
| Vitória | 9-0    | Tony Lopez           | Finalização (pressão no pescoço)     | WWFC 12                                     | 29/09/2018 | 1     | 4:12  | Kiev              | Defendeu o Cinturão Peso Pesado do WWFC. |
| Vitória | 8-0    | Ivo Cuk              | Nocaute Técnico (socos)              | WWFC 10                                     | 24/03/2018 | 1     | 2:21  | Kiev              | Defendeu o Cinturão Peso Pesado do WWFC. |
| Vitória | 7-0    | Travis Fulton        | Finalização (mata leão)              | WWFC: Cage Encounter 7                      | 14/06/2017 | 1     | 2:50  | Kiev              | Pelo Cinturão Peso Pesado Vago do WWFC.  |
| Vitória | 6-0    | Luke Morton          | Nocaute (socos)                      | WWFC: Cage Encounter 6                      | 29/03/2017 | 1     | 0:40  | Kiev              |                                          |
| Vitória | 5-0    | Artem Cherkov        | Nocaute (chute na cabeça)            | Eagles Fighting Championship                | 27/02/2016 | 1     | 1:52  | Chisinau          |                                          |
| Vitória | 4-0    | Dimitriy Mikutsa     | Finalização (chave de braço)         | N1 Pro: MMA Nomad                           | 04/10/2015 | 2     | 4:34  | Karaganda         |                                          |
| Vitória | 3-0    | Yuri Gorbenko        | Finalização (chave de braço)         | WWFC: Ukraine Selection 4                   | 31/01/2015 | 1     | 3:38  | Kiev              |                                          |
| Vitória | 2-0    | Evgeniy Bova         | Finalização (kimura)                 | WWFC: Ukraine Selection 1                   | 19/11/2014 | 1     | ?:??  | Lviv              |                                          |
| Vitória | 1-0    | Andrey Serebrianikov | Nocaute Técnico (socos)              | RFP: Galychyny Cup                          | 28/09/2014 | 1     | 4:31  | Lviv              | Estreia nos Pesados.                     |